# Flavanol
|  | Per a altres significats, vegeu «Flavonols». |

Estructura química del flavanol (Formula: C_{15}H_{14}O₂, massa molar: 226.27 g/mol, massa exacta: 226.09937966).

Epicatequina (EC)

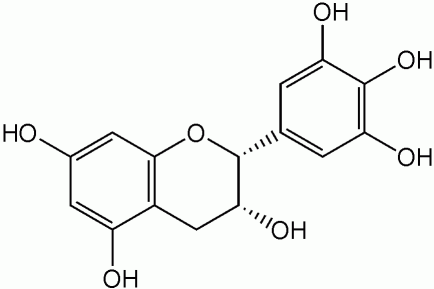
Epigal·locatequina (EGC)

Els flavanols o Flavan-3-ols són una classe similars als flavonoides que tenen un esquelet de 2-fenil-3,4-dihidro-2H-cromen-3-ol. Aquests compostos inclouen les catequines i els gal·lats de catequina.
Els flavanols posseeixen dos carbonis quirals.